# Estación de Muntaner
Muntaner es una estación de ferrocarril suburbano de la red de Ferrocarriles de la Generalidad de Cataluña (FGC) perteneciente al bloque de líneas del Metro del Vallés situada en el distrito de Sarriá-San Gervasio de Barcelona bajo la calle del mismo nombre. La estación tuvo en 2018 un tráfico total de 2 822 251 pasajeros, de los cuales 1 900 987 corresponden a servicios urbanos y 921 264 al Metro del Vallés

## Situación ferroviaria
Se encuentra en el punto kilométrico 3,1 de la línea de ancho internacional Barcelona-Sarriá entre las estaciones de San Gervasio y La Buenanueva, hoy integrada en las líneas de Barcelona al Vallés. El tramo es de vía doble y está electrificado. Se sitúa a 80 metros de altitud.

## Historia
El tramo de 4,6 km al que pertenece la estación fue inaugurado oficialmente el 25 de junio de 1863 por la Compañía del ferrocarril de Sarriá a Barcelona (FSB). Originariamente la línea estaba construida en ancho ibérico antiguo (1672 mm) y su propósito inicial era unir las dos poblaciones, puesto que entonces Sarriá era un municipio independiente.  
El 26 de octubre de 1905 se completó la electrificación del tramo Plaza de Cataluña-Sarriá (al que pertenece la estación) y se cambió el ancho de la vía a internacional estándar (1435 mm), por lo que fue la primera línea en España en electrificarse.
La estación original, sin embargo, data del 30 de junio de 1908 y fue la última puesta en servicio en el tramo entre Barcelona y Sarriá. Se situaba en una zona en trinchera, con un pequeño edificio de viajeros en el paso superior de la calle Muntaner. Disponía de andenes laterales de 50 metros de longitud, accesibles por medio de unas escaleras desde el nivel superior de la calle. El 24 de abril de 1929 se inauguró el primer tramo soterrado de la línea, Plaza de Cataluña - Muntaner, conocida actualmente como Línea de Gracia de FGC, donde paraban los trenes de todas las líneas del Metro del Vallés. En 1931 dicho soterramiento terminaba justo al comienzo de los andenes de la estación de Muntaner. 
El estallido de la Guerra Civil en 1936 dejó la estación en zona republicana. En la práctica el control recayó en los comités de obreros y ferroviarios.Con el final de la guerra, se devolvió la gestión de la línea y la infraestructura a sus propietarios. Hay que destacar que esta línea no pasó a manos de RENFE en 1941 por no ser de ancho ibérico (1668 mm).
La nueva y definitiva estación subterránea de Muntaner se inauguró el 20 de junio de 1953. La estación no se concibió como estación de ferrocarril metropolitano hasta 1954, momento en que se construye y abre al público el ramal de Gracia a Avenida Tibidabo y unos años después el ramal de Sarriá a Reina Elisenda, siendo esta última la que se conserva.
FSB  a partir de la década de 1970 empezó a sufrir problemas financieros debido a la inflación, el aumento de los gastos de explotación y tarifas obligadas sin ninguna compensación. En 1977 después de pedir subvenciones a diferentes instituciones, solicitó el rescate de la concesión de las líneas urbanas pero el Ayuntamiento de Barcelona denegó la petición y el 23 de mayo de 1977 se anunció la clausura de la red a partir del 20 de junio.
El 17 de junio de 1977 por Real decreto se transfirieron las líneas a Ferrocarriles de Vía Estrecha (FEVE) de forma provisional, mientras el Ministerio de Obras Públicas del Gobierno de España, la Diputación de Barcelona, la Corporación Metropolitana de Barcelona y la Ayuntamiento de Barcelona estudiaban el régimen de explotación de esta red. Debido a la indefinición se produjo una degradación del material e instalaciones, que en algún momento determinaron la paralización de la explotación.
Con la reinstauración de la Generalidad de Cataluña, el Gobierno de España traspasó a la Generalidad la gestión de las líneas explotadas por FEVE en Cataluña, gestionando así los Ferrocarriles de Cataluña a través del Departamento de Política Territorial y Obras Públicas (DPTOP) hasta que se creó en 1979 la empresa Ferrocarriles de la Generalidad de Cataluña (FGC), la cual integraba el 7 de noviembre a su red estos ferrocarriles con la denominación línea Cataluña y Sarriá.
En 1977 la empresa acumulaba muchas deudas y anunció la clausura de la red. El Gobierno lo evitó otorgando la explotación a FEVE y finalmente el 7 de noviembre de 1979 se traspasó la línea a FGC. En 1982 se crea la línea U6, por lo que pasa a considerarse como estación de metro, pero no es exclusiva de servicios urbanos, sino que en ella paran trenes de líneas suburbanas (S1, S2, S5, S6 y S7). En 2003 la línea U6 pasa a llamarse L6.

## La estación
Los trenes circulan por el nivel inferior, formado por las dos vías generales y tres andenes en una disposición tipo "Barcelona" (dos líneas laterales que se utilizan para acceder al tren y una central que se utiliza para bajar del tren), para evitar cruzar los flujos de pasajeros. El acceso por la calle Muntaner tiene dos entradas con escaleras, una a cada lado de la Vía Augusta, que convergen en un vestíbulo que alberga máquinas expendedoras de billetes y barreras tarifarias de control de acceso. El enlace con las plataformas laterales se realiza por escaleras mientras que con la plataforma central se realiza por una escalera mecánica. El acceso a través de la calle Santaló tiene también dos entradas con escaleras y ascensores en la ladera de la montaña a cada lado de la Vía Augusta, que se unen en un vestíbulo ampliado y remodelado en la década de 1990, cuando los andenes de la estación también se extendieron para acomodar trenes de cuatro vagones. El vestíbulo de Santaló también cuenta con máquinas expendedoras de billetes, barreras de control de acceso y aparcamiento de bicicletas. El enlace a las plataformas laterales se realiza mediante escaleras fijas y un ascensor a cada una de ellas y a través de una escalera mecánica con la plataforma central.
Las instalaciones están totalmente adaptadas a PMR, ya que cuenta con ascensores que comunican el exterior con el vestíbulo de la calle Santaló y los andenes laterales.
En 1982 se creó la línea U6, por lo que pasó a considerarse como estación de metro, pero no es exclusiva de servicios urbanos, sino que en ella paran trenes de líneas suburbanas (S1, S2, S5, S6 y S7). En 2003 la línea U6 pasó a llamarse L6.

## Servicios ferroviarios
El horario de la estación se puede descargar del siguiente enlace. El plano de las líneas del Vallés en este enlace. El plano integrado de la red ferroviaria de Barcelona puede descargarse en este enlace.
| << cabecera                   | < estación   | línea                     | estación >    | cabecera >>             |
| ----------------------------- | ------------ | ------------------------- | ------------- | ----------------------- |
| Línea Barcelona-Vallés de FGC |              |                           |               |                         |
| Barcelona-Plaza de Cataluña   | San Gervasio |                           | La Buenanueva | Sarriá                  |
| Barcelona-Plaza de Cataluña   | San Gervasio |                           | La Buenanueva | Tarrasa-Naciones Unidas |
| Barcelona-Plaza de Cataluña   | San Gervasio | Sabadell-Parque del Norte | La Buenanueva |                         |